# Rio Azuga
O Rio Azuga é um rio da Romênia afluente do rio Prahova, localizado no distrito de Prahova.